# Чистые пруды (фильм)
«Чи́стые пруды́» — советский художественный фильм 1965 года режиссёра Алексея Сахарова по произведениям Юрия Нагибина.

## Сюжет
История четырёх друзей — парней Серёжи и Оськи, и девушек Нины и Женьки, живущих в Москве у Чистых прудов. Они обещают друг другу встретиться через двадцать лет. Начинается война. Оська идёт в ополчение, Женька становится лётчицей. Серёжа получает лейтенантские погоны и тоже уходит на фронт. Впереди его ждут бои, контузия, госпиталь, работа в газете и страшные вести: Оська погибнет под Ельней, а Женька посмертно получит звание Героя Советского Союза.

## О фильме
- Сценарий написала Белла Ахмадулина. Она же читает за кадром собственные стихи, которые иллюстрируют происходящее.
- Некоторые сцены фильма сняты в Лефортовском парке в Москве. Первая сцена фильма снята на Измайловском острове, ныне музей-усадьба Измайлово. Ранее на острове находилась парашютная вышка, которая впоследствии была демонтирована.
- В Калининграде в качестве мест съёмок выступили несколько объектов: руины Королевского замка Кёнигсберга, Бранденбургские ворота, а также руины зернового склада, расположенного по современному адресу Правая набережная, 21[1]

## В ролях
- Александр Збруев — Сергей Ракитин
- Евгения Филонова — Нина
- Владимир Евстафьев — Оська
- Людмила Гладунко — Женя Румянцева, лётчица, лейтенант
- Светлана Светличная — Катя («Русалка»)
- Нина Меньшикова — мать Сергея Ракитина
- Николай Крюков — майор Ржанов, начальник военной типографии
- Тамара Сёмина — Анна Самохина, наборщица в типографии
- Аркадий Трусов — Енютин, работник типографии
- Вячеслав Невинный — моряк
- Яков Беленький — эпизод
- Павел Шпрингфельд — отец Нины
- Герман Качин — эпизод
- Ирина Мурзаева — стрелочница
- Зоя Василькова — официантка
- Владимир Протасенко – муж Нины